# Bonh de Garòs
El Bonh de Garòs o Tuc de Sanela es una montaña de los Pirineos de 2173 metros, situada en la comarca del Valle de Arán (provincia de Lérida).

## Descripción
El Bonh de Garòs está situado en el centro del Valle de Arán entre los municipios de Viella y Medio Arán y Alto Arán. Se encuentra entre el Mont dera Solana y el Monte de Garòs, cerca del mismo está situado el Tuc der Ombrèr (2252 metros). Al norte se encuentra el valle del río Salient.